# Małe Siostry Bożej Opatrzności
Zgromadzenie Małych Sióstr Bożej Opatrzności – żeńskie zgromadzenie zakonne założone przez bł. Matkę Teresę Grillo Michel we Włoszech w 1899 r.

## Historia
Po śmierci męża Teresa Grillo Michel, zainspirowana lekturą biografii Giuseppe Benedetto Cottolengo odwiedziła, założony przez niego, Mały Dom Opatrzności Bożej w Turynie. Ta wizyta wywarła na niej tak duże wrażenie, że poświęciła swoje życie ubogim i chorym. Sprzedała cały swój majątek i założyła Małe Schronisko Opatrzności Bożej w Alessandrii. Wkrótce działalność schroniska zaczęła zyskiwać przychylność mieszkańców miasta, a zafascynowane charyzmą Teresy kobiety dołączały do niej, tworząc zgromadzenie.
8 stycznia 1899 roku, Matka Teresa Michel i jej towarzyszki przywdziały habity, przyjmując nazwę „Małe Siostry Bożej Opatrzności”. Pierwszymi siostrami, poza Matką Teresą, która przyjęła imię Antonietta, były: siostra Teresa Accornero, siostra Maria Immaculata Gilet, siostra Giuseppina Genovese, siostra Vincenza Visconti, siostra Anna Giaccone, siostra Giovanna Barbero, siostra Cecilia i siostra Michelina. Biskup Alessandrii, Giuseppe Capecci, dekretem z dnia 29 marca 1901 zatwierdził zgromadzenie na prawie diecezjalnym. 8 czerwca 1942 roku zgromadzenie zostało ostatecznie zatwierdzone na prawie papieskim.

## Działalność
Działalność Małych Sióstr Bożej Opatrzności skupia się na różnych pracach medycznych i społecznych. Zgromadzenie prowadzi sierocińce, pensjonaty, instytucje oświatowe oraz domy opieki dla osób starszych i niepełnosprawnych.
Oprócz Włoch siostry są obecne w wielu regionach świata, między innymi Brazylii (od 1900), Argentynie (od 1927) oraz Indiach (od 1984). W Polsce zgromadzenie obecne jest od 2006 roku, kiedy to został w Białymstoku założony dom Zgromadzenia Małych Sióstr Bożej Opatrzności.

## Strój zakonny
Małe Siostry Bożej Opatrzności noszą beżowy habit i granatowy welon.